# Vivien Alcock
Vivien Alcock, född 23 september 1924 i Worthing, död 11 oktober 2003 i London, var en brittisk författare av barn- och ungdomsböcker.

## Biografi
Alcock föddes i Worthing, Sussex, och studerade vid Ruskin School of Drawing of Fine Art, Oxford. Hon arbetade som ambulansförare under andra världskriget. Hon var gift med författaren Leon Garfield.
Vivien Alcock debuterade sent i livet (1980) med Cassie Palmers spöke. Hon skrev ofta om unga flickor med frånvarande föräldrar. Det är realistiska och psykoliska skildringar, men det förekommer ofta något mystiskt, ibland övernaturligt i böckerna. Vivien Alcock sade själv om sitt skrivande: "Jag tycker om att skriva om underliga händelser - spöken och hemligheter och missförstånd - mitt i vardagen, där ingenting är riktigt så som det verkar vara."

## Priser och utmärkelser
- 1985 Notable Book of the Year, American Library Association, för Tessie
- 1986 Notable Book of the Year, American Library Association, för Min syster gökungen
- 1988 Notable Book of the Year, American Library Association, för Frankies monster
- 1988 Best science fiction/fantasy Book, Voice of Youth Advocate, för Frankies monster